# كسر عضدي قاصي
الكسور العضدية القاصية هي مجموعةُ من كسور العضد والتي تتضمن الكسور فوق اللقمة والكسور اللقمية الأحادية والكسور ثنائية العمود وكسور المقراض الإكليلية.